# Пекя (комуна)
Пекя (рум. Pechea) — комуна у повіті Галац в Румунії. До складу комуни входять такі села (дані про населення за 2002 рік):
- Лупеле (44 особи)
- Пекя (11377 осіб) — адміністративний центр комуни

Комуна розташована на відстані 187 км на північний схід від Бухареста, 28 км на північний захід від Галаца.

## Населення
За даними перепису населення 2002 року у комуні проживала 11 421 особа.
Національний склад населення комуни:
| Національність | Кількість осіб | Відсоток |
| -------------- | -------------- | -------- |
| румуни         | 11414          | 99,9%    |
| угорці         | 1              | < 0,1%   |

Рідною мовою назвали:
| Мова      | Кількість осіб | Відсоток |
| --------- | -------------- | -------- |
| румунська | 11420          | > 99,9%  |
| угорська  | 1              | < 0,1%   |

Склад населення комуни за віросповіданням:
| Релігія       | Кількість осіб | Відсоток |
| ------------- | -------------- | -------- |
| православні   | 11334          | 99,2%    |
| адвентисти    | 80             | 0,7%     |
| римо-католики | 3              | < 0,1%   |
| баптисти      | 1              | < 0,1%   |